# Tresckow, Pennsylvania
Tresckow, Pennsylvania (енгл. Tresckow) насељено је место без административног статуса у америчкој савезној држави Пенсилванија.

## Демографија
По попису из 2010. године број становника је 880, што је 84 (-8,7%) становника мање него 2000. године.
| Група             | 2000.       | 2010.       |
| Белци             | 951 (98,7%) | 855 (97,2%) |
| Афроамериканци    | 5 (0,5%)    | 2 (0,2%)    |
| Азијати           | 0 (0,0%)    | 0 (0,0%)    |
| Хиспаноамериканци | 8 (0,8%)    | 18 (2,0%)   |
| Укупно            | 964         | 880         |